# John Griggs Thompson
John Griggs Thompson   (Ottawa, 13 d'octubre de 1932) és un matemàtic estatunidenc de la Universitat de Florida que ha fet valuoses aportacions al camp de grups finits. Va rebre la Medalla Fields el 1970, el Premi Wolf el 1992 i el Premi Abel el 2008.

## Biografia
El 1955 va rebre el Bachelor of Arts (títol de Grau) a la Universitat Yale. El 1959 va obtenir el doctorat sota la direcció de Saunders Mac Lane, a la Universitat de Chicago, on es va quedar durant uns anys. El 1970 es va traslladar a Anglaterra, on va exercir la càtedra Rouse Ball Professor of Mathematics de la Universitat de Cambridge durant 23 anys. Va tornar als Estats Units i va ocupar un lloc de Graduate Research Professor al Departament de Matemàtiques de la Universitat de Florida. Actualment és professor emèrit de matemàtica pura a la Universitat de Cambridge i professor de matemàtiques a la Universitat de Florida. Va rebre el Premi Abel el 2008 juntament amb Jacques Tits.

## Feina
La tesi doctoral de Thompson introduí tècniques potents i innovadores, i incloïa la solució d'un problema en teoria de grups finits que havia estat obert durant uns seixanta anys, la nilpotència dels nuclis de Frobenius. Aleshores, aquesta consecució va ser notícia al The New York Times (tot i que la filiació universitària que hi figura és incorrecta).
Thompson esdevingué una figura clau en el procés de la classificació dels grups simples finits. El 1963, ell i Walter Feit demostraren que tot grup simple no abelià finit és d'ordre parell (el teorema de Feit-Thompson, presentat en un article que omplia un número sencer de la Pacific Journal of Mathematics). Aquest resultat fou recompensat amb el Premi Cole en Àlgebra de 1965 de la Societat Matemàtica Americana. Els seus articles monumentals sobre els N-grups classificaren tots els grups simples finits tals que el normalitzador de cada subgrup propi resoluble és resoluble. Això inclou, en particular, la classificació de tots els grups simples finits minimals (aquells en què cada subgrup propi és resoluble). Aquests resultats tingueren una gran influència en els desenvolupaments posteriors en la classificació dels grups simples finits, i foren citats per Richard Brauer en la concessió a Thompson de la Medalla Fields el 1970 (Actes del Congrés Internacional de Matemàtics, Niça, França, 1970).
El grup de Thompson Th és un dels 26 grups simples finits esporàdics. Thompson també feu aportacions importants al problema de Galois invers. Trobà un criteri que indica si un grup finit és un grup de Galois, que en particular implica que el grup simple monstre és un grup de Galois.

## Premis i honors
El 1971, Thompson fou escollit membre de l'Acadèmia Nacional de Ciències dels Estats Units. El 1982 fou guardonat amb el Senior Berwick Prize de la London Mathematical Society, i el 1988 rebé el títol honorari de Doctor of Science de la Universitat d'Oxford. Li atorgaren la National Medal of Science dels Estats Units el 2000. És membre (Fellow) de la Royal Society (Regne Unit), i rebé la Medalla Sylvester d'aquesta institució. És membre de l'Acadèmia Noruega de Ciències i Lletres.